# Резолюция 267 на Съвета за сигурност на ООН
Резолюция 267 на Съвета за сигурност на ООН е приета единодушно на 3 юли 1969 г. по повод ситуацията в Близкия изток.
Като припомня своята Резолюция 252 от 21 май 1968 г. и резолюции 2253 (ES-V) и 2254 (ES-V) на Общото събрание от 1967 г., подчертавайки, че от момента на приемането на тези документи Израел е предприел допълнителни мерки и действия за изменение на статута на Йерусалим, и като потвърждава, че завладяването на чужди територии по пътя на войната е недопустимо, Съветът за сигурност осъжда неизпълнението от страна на Израел на посочените резолюции и обявява, че всички законодателни и административни мерки и действия, предприети от Израел, в това число и експроприирането на земи и намиращо в тях имущество, с цел да се измени правният статут на Йерусалим, са недействителни и не могат да изменят този статут. В тази връзка Съветът се обръща към Израел с настоятелния призив страната да отмени всички въведени от нея подобни мерки и да се въздържа от по-нататъшни действия, които имат за цел да изменят правния статут на града.